# 40230 Rožmberk
(40230) Rožmberk, denumire internațională (40230) Rozmberk, este un asteroid din centura principală de asteroizi.

## Descriere
40230 Rožmberk este un asteroid din centura principală de asteroizi. A fost descoperit pe 14 octombrie 1998 la Observatorul Kleť de Miloš Tichý. Asteroidul prezintă o orbită caracterizată de o semiaxă mare de 3,17 ua, o excentricitate de 0,19 și o înclinație de 2,5° în raport cu ecliptica.